# 新米德爾敦 (印地安納州)
新米德爾敦（英語：New Middletown）是一個位於美國印地安納州哈里森縣的城鎮。

## 人口
根據2010年美國人口普查的數據，新米德爾敦的面積為0.09平方千米，當中陸地面積為0.09平方千米，而水域面積為0.00平方千米。當地共有人口93人，而人口密度為每平方千米1,033人。